# Cleptofilia
Cleptofilia é uma parafilia em que o indivíduo sente excitação sexual pelo ato de roubar.